# Wandsworth Common

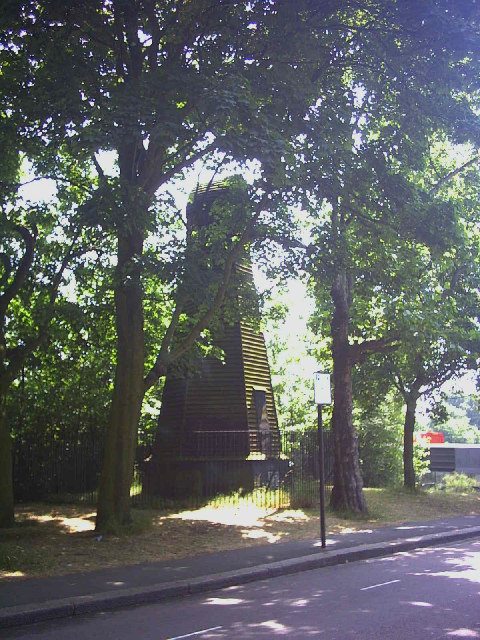
Moulin à vent de Wandsworth Common

Wandsworth Common est un espace vert  commun situé à Wandsworth, dans le Borough londonien de Wandsworth, au sud de Londres. Il couvre une superficie de 69,4 hectares et est entretenu et réglementé par le Conseil de Wandsworth. La population de la paroisse au recensement de 2011 était de 15 247. 

## Agréments
Il y a un certain nombre d'étangs et un lac, qui peuvent être utilisés pour la pêche (avec un permis). Le lac est partiellement clôturé au profit de l'avifaune, tandis que d'autres zones proposent des promenades en bois pour les piétons ou un accès au bord de l'eau libre. Un petit pont de briques traverse les eaux du lac, reliant deux sentiers piétonniers. Une ligne de chemin de fer reliant Clapham Junction et les gares de Wandsworth Common divise largement le Common en deux bandes, à l'ouest et à l'est. Une passerelle traverse le chemin de fer environ à mi-chemin le long de la partie ouverte du Common. A l'est de la ligne de train, une vaste zone est principalement utilisée pour les sports de compétition (principalement le football, le rugby...). 
Les installations comprennent un centre éducatif dans une zone dédiée à la faune connue localement sous le nom de «The Scope» (du nom du télescope Craig, qui était autrefois le plus grand télescope au monde). Il y a aussi des courts de tennis, un terrain de boules et un café-bar, nommé «The Skylark». Un parcours de santé a été aménagé et le Common est populaire auprès des coureurs, promeneurs de chiens et cyclistes locaux. Wandsworth Common abrite également le terrain de jeu Lady Allen Adventure Playground pour les enfants handicapés. 
Les maisons du côté de Wandsworth se trouvent dans ce qu'on appelle le Toast Rack et comportent de grandes demeures victoriennes comme de petites maisons individuelles, certaines avec des plaques bleues indiquant des résidents notables qui y vivaient auparavant, comme le Premier ministre britannique David Lloyd George. 
À proximité, le Common possède trois terrains de cricket pour le cricket en été. Il y a également un centre de tennis et de bowling.  